# بول كلودون
بول كلودون (بالفرنسية: Paul Claudon)‏ هو منتج أفلام وكاتب سيناريو وممثل فرنسي، ولد في 5 سبتمبر 1919 في فرنسا، وتوفي في 5 يوليو 2002 بباريس في فرنسا. من الجوائز التي نالها جائزة الأوسكار لأفضل فيلم حي قصير.

## أعمال

### أفلام
- (1978) أخرج مناديلك

## جوائز
- جائزة الأوسكار لأفضل فيلم حي قصير

## وصلات خارجية
- بول كلودون على موقع IMDb (الإنجليزية)
- بول كلودون على موقع ألو سيني (الفرنسية)
- بول كلودون على موقع أول موفي (الإنجليزية)
- بول كلودون على موقع قاعدة بيانات الفيلم (الإنجليزية)